# Legerwood
Legerwood ist eine Ortschaft in der schottischen Council Area Scottish Borders beziehungsweise in der traditionellen Grafschaft Berwickshire. Sie liegt rund sieben Kilometer südöstlich von Lauder und 15 Kilometer nordwestlich von Kelso am Ledgerwood Burn, der westlich in das Leader Water mündet.

## Geschichte
Die früheste Erwähnung einer Kirche am Standort stammt aus dem Jahre 1127. Vermutlich stammen der Großteil der heutigen Legerwood Parish Church noch aus dieser Bauphase.
In der Umgebung von Legerwood befanden sich einst drei Peel Tower, Corsbie Tower, Whitslaid Tower und Morriston Tower.

## Verkehr
In einer dünnbesiedelten Region gelegen, ist Legerwood nicht direkt an das Fernstraßennetz angeschlossen. Innerhalb weniger Kilometer ist jedoch im Westen die A68 (Darlington–Edinburgh), im Norden die A697 (Morpeth–Oxton), im Osten die A6089 und im Süden die A6105 erreichbar.